# Star Trek Online
Star Trek Online es un videojuego de rol multijugador masivo en línea (MMORPG) basado en el universo Star Trek producido por Cryptic Studios, tras sustituir a Perpetual Entertainment como desarrolladora del mismo en enero del 2008. El título salió a la venta el 2 de febrero de 2010 en EE. UU. y el 5 de ese mismo mes en Europa.

## Desarrollo
Cryptic Studios anunció oficialmente el desarrollo de Star Trek Online el 28 de julio del 2008, tras el fin de una cuenta atrás en su página web y el lanzamiento del sitio oficial del juego. Jack Emmert, el productor del título, redactó una carta detallando algunos aspectos de la visión de Cryptic del juego.
Anteriormente, el 15 de enero del 2008, Warcry Network informó que Perpetual Entertainment, el anterior estudio a cargo del juego, había dejado de trabajar en el mismo. La licencia y otros activos fueron transferidos a otro estudio de la Bahía de San Francisco.
Inicialmente, no se facilitó el nombre del nuevo estudio al cargo, pero numerosas conclusiones apuntaban hacia Cryptic Studios, responsable del MMORPG de superhéroes City of Heroes.

### Conferencia en Las Vegas
El 10 de agosto del 2008, tuvo lugar una conferencia en el hotel Hilton de Las Vegas. Leonard Nimoy y el líder de Cryptic Studios revelaron el primer tráiler del juego, en el que aparecían diversas naves de la Federación y Klingon combatiendo entre ellas, naves Borg, y un abordaje Klingon al puente de mando de una nave de la Federación. Pese a no indicar una fecha concreta para la salida del título, se afirmó que tendría lugar en un plazo máximo de tres años.

### Plataformas
Cryptic ha anunciado que habrá una versión para Windows de ST:O, y una versión para Xbox 360 tal y como figura en los FAQs de StarTrekOnline.com. Durante la conferencia en Las Vegas, Cryptic anunció que no habrá versiones para Linux y Mac el día de salida, aunque no descartan la posibilidad de un lanzamiento en el futuro.

## Dinámica de juego
Según el sitio web oficial, cada jugador podrá ser capitán de su propia nave, con la explícita mención de las posibilidades de encarnar a un "Capitán de la Federación" y a un "Guerrero Klingon". Además, el jugador podrá teletransportarse a la superficie de varios planetas para poder realizar enfrentamientos "cara a cara". También se podrá explorar el interior de las naves del juego.
El primer comunicado acerca de la dinámica del juego tuvo lugar en un evento mediático en Las Vegas en el 2008. En dicho evento se anunció que los jugadores podrán jugar como un oficial de la Flota Estelar o Klingon, u optar por crear razas completamente nuevas. Las aventuras se desarrollarán en el espacio, en planetas y a bordo de naves. Cada jugador será capitán de su propia nave; manteniendo la tradición naval, cualquiera que gobierne una nave, sin importancia de su rango, es considerado "capitán". Dichas naves individuales tendrán una tripulación formada íntegramente por NPCs.
Según una entrevista realizada por Gamespot al productor ejecutivo de Cryptic Studios, Craig Zinkievich, existirán numerosas referencias a hechos, naves, y personajes de varias series de Star Trek. Los jugadores tendrán la posibilidad de explorar sistemas estelares desconocidos, y descubrir contenidos que proporcionen nuevos recursos y tecnologías. Los jugadores podrán encontrarse con razas que poseen habilidades especiales, y reclutarlas para sus propias tripulaciones.
El juego dispondrá de dos sistemas de combate diferentes. Las misiones de equipo tendrán una mecánica de "disparar y correr". El combate espacial hará hincapié en los aspectos tácticos de las naves, siendo fiel a la línea argumental de Star Trek, e implicará posicionarse, variar la potencia entre las armas y los escudos, y encontrar puntos débiles.
Puede haber una "Economía Galáctica", que estaría basada en el trueque, posiblemente con fluctuaciones similares las que se producen en las bolsas de valores. Será posible para los jugadores juntar recursos para formar flotas o clanes. Las flotas podrán construir estaciones espaciales, plataformas mineras, satélites, astilleros, y más. Las misiones serán expedidas por un cuartel general, y los jugadores podrán unir fuerzas para llevarlas a cabo. La jugabilidad será totalmente cooperativa, y los eventos dinámicos serán una parte del juego. Un "sistema de exploración infinita" permitirá a los jugadores descubrir nuevos planetas generados aleatoriamente.
Habrá distintas clases de naves a disposición de los jugadores. Los tipos de clases de naves jugables no estarán limitadas por la especialidad del jugador.

## Comunidad
Star Trek Online posee una creciente comunidad activa en la página web de Cryptic Studios. El equipo desarrollador, incluyendo el representante líder de la comunidad en línea y el productor ejecutivo, también publican anotaciones con frecuencia en Twitter.

## Desarrollo anterior
Hasta enero del 2008, Perpetual Entertainment era el equipo encargado de Star Trek Online. El estudio reconoció por primera vez estar trabajando en Star Trek Online el 7 de septiembre del 2004, en un comunicado de prensa realizado por Perpetual y Viacom. La información proporcionada por Perpetual era escasa, pese a la publicación de algunas imágenes realizadas con el motor gráfico del juego y a la interacción de Perpetual con los fanes a través de foros.
A finales del 2007, se produjeron una serie de malas noticias. En octubre, Perpetual detuvo el desarrollo de su otro MMORPG, Gods and Heroes, a pesar de encontrarse en pruebas beta, para centrarse en Star Trek Online, con el que creían posibles mayores beneficios económicos. Poco después, se anunció que Star Trek Online tendría un enfoque más "casual", y se estaban considerando diversas estrategias de pago, como permitir a los jugadores pagar por objetos dentro del juego, en lugar de pagar una cuota mensual. 
En diciembre, Perpetual publicó las dos primeras imágenes ingame -con contenido del propio juego- de Star Trek Online: una de un entorno espacial y la otra de un enfrentamiento en un planeta. En una entrevista con WarCry Network publicada con la segunda imagen, el productor ejecutivo Daron Stinnett declaró que Perpetual había decidido "mantener los avatares estilizados en un mundo estilizado". Su objetivo era "llevar el aspecto de Star Trek en una nueva dirección y, al mismo tiempo, permanecer fieles a sus valores." Stinnett, en respuesta a anteriores alegaciones acerca del complicado desarrollo que estaba llevando a cabo el equipo, confirmó que aunque era cierto que estaban discutiendo nuevas posibilidades de pago, aún no se había tomado ninguna decisión al respecto, y ningún empleado había dejado el equipo tal y como se había comentado.
El 14 de enero del 2008, Perpetual anunció que había dejado Star Trek Online. La licencia del juego y el resto de activos, a excepción del código fuente, fueron transferidos a otro equipo (Cryptic Studios).

### Oficial
- StarTrekOnline.com El sitio oficial de Cryptic Studios para Star Trek Online.
- Star Trek Online en Memory Alpha, una wiki de Star Trek (en inglés).

- Datos: Q1143426